# Mucambo (Ceará)
Mucambo é um município brasileiro do estado do Ceará, pertencente à região Metropolitana de Sobral.